# Wielka Jedna Rosja
Wielka Jedna Rosja (ros. Великая Единая Россия) – konspiracyjna organizacja antybolszewicka w Piotrogrodzie i okolicach podczas wojny domowej w Rosji.
Organizacja została utworzona pod koniec 1917 r. w Piotrogrodzie z inicjatywy polityka prawicowego i deputowanego do Dumy Nikołaja J. Markowa. Miała ona charakter monarchistyczny. Struktury były zakonspirowane pod szyldem arteli i innych organizacji gospodarczych. Dzięki temu organizacja miała zapewnione finansowanie. Jednym z jej głównych celów było uwolnienie więzionej przez bolszewików rodziny carskiej z carem Mikołajem II, do czego jednak nie doszło. Działacze organizacji przede wszystkim organizowali przesyłanie oficerów b. armii carskiej przez terytorium Finlandii w szeregi Północnej Armii Ochotniczej, a następnie Armii Północno-Zachodniej gen. Nikołaja N. Judenicza. Ponadto prowadzili też działania dywersyjno-sabotażowe. Przywódcy organizacji utrzymywali kontakty z Niemcami, tworząc sieć kurierów na linii Piotrogród-Psków-Warszawa-Berlin. W listopadzie 1919 r. doszło do aresztowań wielu członków kierownictwa organizacji i szeregowych działaczy przez funkcjonariuszy CzeKa. Resztki "Wielkiej Jednej Rosji" bolszewicy zlikwidowali do pocz. 1920 r.